# Vi escumós

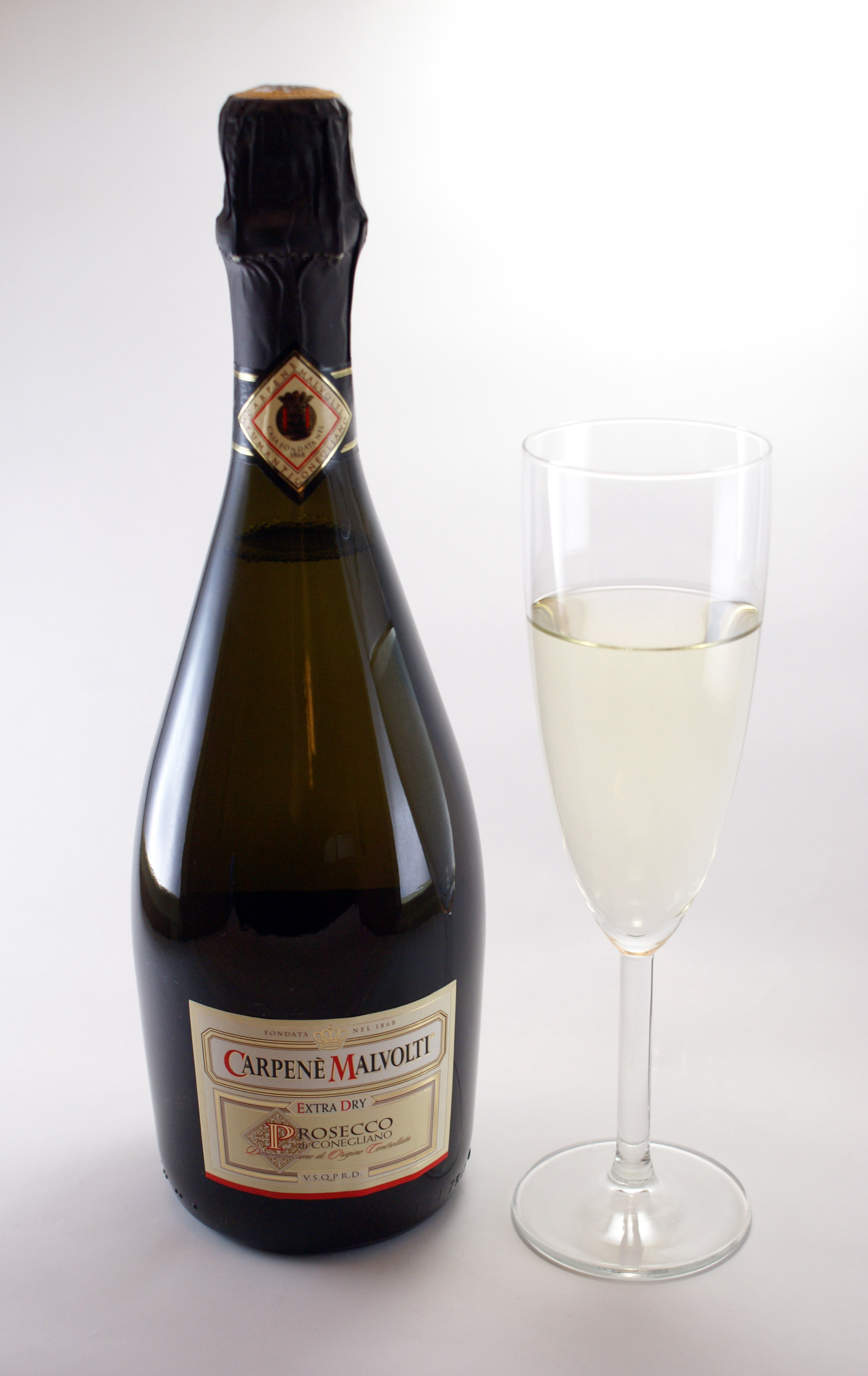

L'escumós és un vi que ha sofert una segona fermentació dels seus sucres naturals una vegada embotellat que conté diòxid de carboni natural a una pressió d'entre 3 i 5 atmosferes a una temperatura de 20 °C. La presència del gas carbònic fa que es formi escuma en el moment de servir seguida d'un despreniment de bombolles persistents. Es diferencia del vi d'agulla o vi petillant i del vi perlat, en què tenen menys gas, no formen escuma i les bombolles no són persistents, i del vi gasificat, en què el gas carbònic no es produeix de manera natural, sinó que hi és afegit.
L'aparició d'escuma o bombolles en obrir una ampolla de vi escumós es deu a les lleis d'Henry i Boyle. Mentre l'ampolla roman tancada, no es formen bombolles a l'interior, el vi té tot l'aspecte d'un vi sense bombolles. Tanmateix, una certa quantitat de gas CO2 es dissol fins a la saturació en el líquid. Per la llei de Boyle el gas augmenta de volum quan la pressió disminueix, per això el tap lligat amb filferro té un paper important: evita que el gas empenyi el suro mantenint una pressió més alta a l'interior a pressió atmosfèrica ambient. Així, el gas roman tancat a volum constant i en estat de dissolució en un líquid. Quan s'obre l'ampolla, la pressió interna torna immediatament a la pressió atmosfèrica ambiental i les molècules de gas es relaxen gradualment, unint-se. Aleshores deixen l'estat de dissolució en un líquid i finalment passen a l'estat gasós. El pas a l'estat gasós té lloc a la superfície del vi (el punt de contacte amb l'atmosfera també s'anomena "interfície aire-líquid") o a les parets del recipient que el conté.

## Història
L'efervescència s'ha observat al vi al llarg de la història i ha estat observada per grecs i romans antics, però no es va entendre la fermentació alcohòlica que causa de l'aparició de les bombolles. Amb el temps s'ha atribuït a fases de la lluna, així com als esperits bons i dolents.
La tendència del vi de la Xampanya a fer lleugeres bombolles es va notar a l'edat mitjana, sent considerar una falla del vi i menyspreat en els primers vins de Xampanya, tot i que va ser l'orgull d'altres zones històriques de producció de vi escumós com Limoux. Dom Pérignon va ser encarregat pels seus superiors a l'Abadia de Saint-Pierre d'Hautvillers a desfer-se de les bombolles, perquè la pressió a les ampolles feia que moltes esclatessin al celler. Quan la producció de vi escumós va augmentar a principis del segle xviii, els treballadors del celler encara havien de portar una màscara de ferro pesada per evitar lesions provocades per l'esclat espontani de les ampolles. Si una ampolla esclatava podria provocar una reacció en cadena, i era habitual que els cellers perdessin del 20 al 90% de les ampolles. La misteriosa circumstància que envoltava el desconegut procés de fermentació i gas carbònic se l'arribés a anomenar "El vi del diable".
El fenomen va ser constatat pels monjos benedictins de l'abadia de Sant Hilari l'any 1531 a partir de la transformació del vi blanc tradicional de la regió, fet que fa del Blanqueta de Limós el vi escumós més antic del món. Els britànics van ser els primers a veure la tendència dels vins de xampany a fer bombolles com un tret desitjable i van intentar entendre per què produïa bombolles. El vi sovint es transportava a Anglaterra en bótes de fusta i els comerciants embotellaven el vi per a la venda. Al segle xvii, Sir Robert Mansell va obtenir el monopoli en la producció de vidre a Anglaterra a principis del segle xvii i va industrialitzar-ne el procés en les seves fàbriques amb força de carbó a Newcastle upon Tyne, que produïren ampolles molt més fortes de les que eren d'origen francès fetes en forns de llenya. Els anglesos també van redescobrir l'ús dels taps de suro, utilitzats antigament pels romans però oblidats durant segles. Durant els freds hiverns de la regió de Xampanya, les temperatures baixaven tant que el procés de fermentació s'aturava prematurament, deixant una mica de sucre residual i llevat latent. Quan el vi s'enviava i s'embotellava a Anglaterra, el procés de fermentació es reiniciava quan la temperatura pujava i el vi amb tap de suro començava a augmentar la pressió del gas diòxid de carboni i quan s'obria el vi feia bombolles. L'any 1662, el científic anglès Christopher Merret va presentar un article que detallava com la presència de sucre en un vi feia que creés bombolles i que, afegint sucre a un vi abans d'embotellar-lo, gairebé qualsevol vi es podia fer escumós. Aquest és un dels primers relats coneguts sobre la comprensió del procés del vi escumós i fins i tot suggereix que els comerciants britànics estaven produint "xampany escumós" abans que els xampanyesos ho fessin deliberadament.
El 1887 va arribar la plaga de la fil·loxera al Penedès arruïnant els cultius de raïm. Això va portar una renovació de les varietats utilitzades, amb la introducció de ceps blancs de qualitat en substitució de varietats negres. El 1872 Josep Raventós i Fatjó, després d'un viatge a la Xampanya, començà a produir vi escumós mitjançant el mètode tradicional xampanyès; pioner a l'Estat espanyol, establí una nova indústria a l'Alt Penedès i molt prompte la seva empresa Codorníu es converteix en el líder del mercat de cava a Espanya, es va catalanitzar el nom en xampany i les grans empreses ho van aprofitar per elaborar el producte, que amb el temps es coneixeria com a cava.

## Mètodes d'elaboració

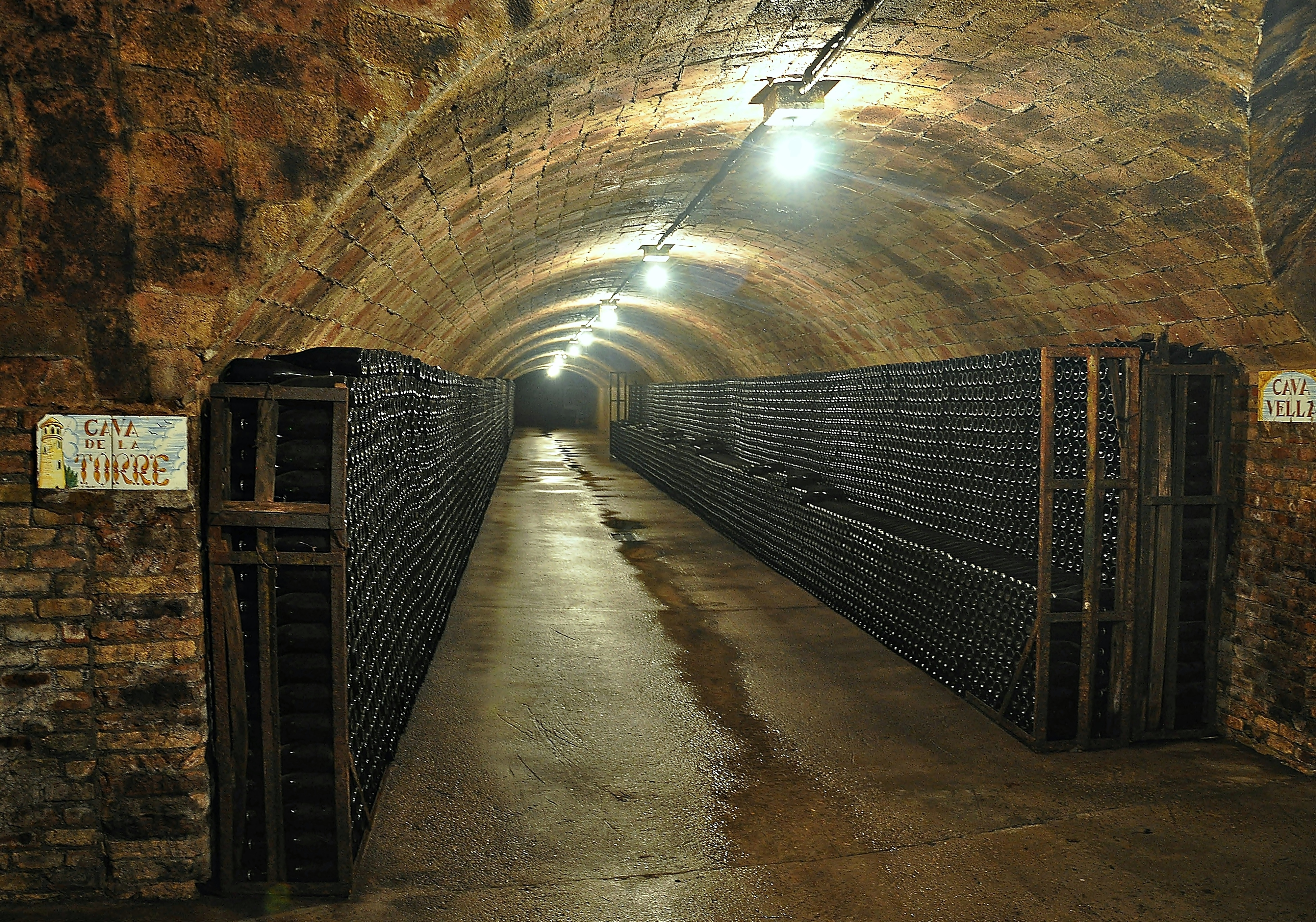
Caves Rovellats

El vi escumós és un vi especial, ja que necessita un procés d'elaboració complementari a partir del vi de base. Els diferents mètodes d'elaboració són:
- Mètode champenoise, Mètode tradicional o mètode xampanyès, en ell l'ampolla es tapa amb un tap de suro especia i es col·loca de tal manera que els sediments o pòsits cauen dins del coll de l'ampolla, llavors es congela el coll, submergint-lo en una solució a -25 °C, i es treu el tap i els sediments congelats.[7] La segona fermentació es fa en botella en repòs durant nou mesos en una cava. És el mètode utilitzat pel cava i pel xampany.[8]
- Mètode ancestral, mètode d'elaboració de vins escumosos només amb una fermentació. El most en fermentació s'envasa quan el nivell de sucres es considera óptim per a que la fermentació pugui acabar en l'ampolla. D'aquesta forma es reté el diòxid de carboni que generarà l'escuma quan s'obre l'ampolla.[9]
- Mètode Charmat o mètode granvàs, en ell el vi es barreja en un dipòsit[10] d'acer inoxidable amb el sucre i el llevat (normalment Saccharomyces cerevisiae) i realitza la segona fermentació en aquest recipient. Quan el sucre es converteix en alcohol i diòxid de carboni, es retira el llevat i s'embotella el vi sota pressió.[11] Aquest mètode de producció s'utilitza especialment a la regió del Vèneto, per elaborar els Prosecco, i a la regió de l'Emília-Romanya per elaborar els Lambrusco. Els vins escumosos del mètode Charmat es poden produir a un cost considerablement inferior al dels vins de mètode tradicional.
- Mètode transfer, amb una fermentació de curta durada en botella i posteriorment es filtra i es traspassa a una altra botella.

Per distingir els diferents tipus de vins escumosos, a banda de les indicacions a l'etiqueta, disposen d'una marca a la base del tap de suro:
- Una estrella de quatre puntes indica un vi escumós elaborat pel mètode tradicional.
- Una circumferència indica un charmat o granvàs.
- Un cercle indica el mètode transfer.
- Un triangle equilàter indica un vi gasificat.

## Cupatge
Segons el cupatge utilitzat es distingeix:
- Vi escumós blanc de blancs, elaborat exclusivament amb raïms blancs. És el tipus habitual en el cava.
- Vi escumós blanc de negres, elaborat amb un vi base blanc però de raïms negres. És el tipus habitual en el xampany francès.
- Vi escumós rosat, elaborat a partir del mètode de sangrat amb vi negre. És un segment en creixement.[12]

## Dosificació

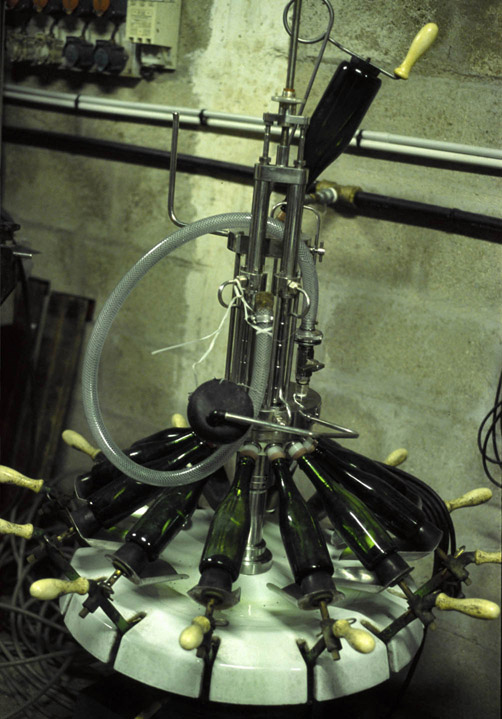
Afegit del licor d'expedició després del desgorjament

Després de la criança, les lies s’eliminen mitjançant el procés de desgorjament, i la pèrdua de líquid que comporta el procediment es reomple amb un licor d'expedició, consistent en barreja de vi i sucre, coneix com a dosificació. En funció de la quantitat de sucre incorporat en el licor d'expedició, els xampanys i els caves es distingeixen en Brut nature  amb un màxim de tres grams per litre, Extra-brut fins a sis grams per litre, Brut (fins a 12 grams per litre), extra sec, fins a 17 grams per litre, Sec fins a 32 grams de sucre per litre, Semi-sec (de 32 g a 50 g de sucre per litre), i dolç, (més de 50 g de sucre per litre).

## Denominacions en funció de l'origen

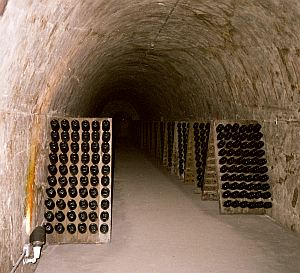
Ampolles en una cava

A causa de les diverses denominacions d'origen, el vi escumós pot ser anomenat:
- Xampany,[15] (del francès champagne), que és el vi procedent de la regió de la Xampanya, a França, elaborat amb raïm pinot noir, pinot blanc i chardonnay seguint el mètode xampanyès. Té denominació d'origen, des del 29 de juny de 1936.[16] És un tipus de beguda percebut per celebracions.[12] En 2020 es van vendre 215 milions d'ampolles, i els seus mercats d'exportació són els Estats Units, Austràlia i el Japó.[17]
- Crémant, és el vi escumós francès produït fora de la Xampanya. La producció d'aquests vins escumosos ha de complir amb les especificacions determinades i pròpies per la seva regió: hi ha Crémant d'Alsàcia, Crémant de Bordeus, crémant de Borgonya, Crémant de Die, Crémant de Jura, Crémant de Limós, Crémant de Loire, Crémant de Savoia a França,[18] Cremant de Valònia a Bèlgica, i Crémant de Luxembourg.
- Cava és el vi escumós produït a l'estat espanyol seguint el mètode xampanyès. El 1972, arran del conflicte amb França per la denominació protegida xampany, es va constituir el Consell Regulador dels Vins Escumosos que va llançar la marca Cava recollint el nom comú ja utilitzat de vi de Cava, per les caves subterrànies on reposa i que ja havia aparegut en les normes de comerç dels vins escumosos i gasificats de 1959.[19] elaborat segons el mètode tradicional del Penedès amb les varietats de raïm macabeu, parellada i xarel·lo. En 2020 es van vendre 215 milions d'ampolles,[20] amb un volum d'exportació del 71%, i els seus mercats principals son Alemanya, Regne Unit, Bèlgica, Estats Units i Japó.[21]
- Spumante és el nom italià del vi escumós. A Itàlia es produeixen molts vins spumante, entre els quals es destaquen el prosecco i el franciacorta.
- El prosecco és un vi escumós produït al Vèneto amb el mètode Charmat.
- El franciacorta és elaborat segons el mètode tradicional.
- El lambrusco és un escumós elaborat a Mòdena i a la regió d'Emília-Romanya. També se'n fan de dolços, com el Moscato de la localitat de Tempio Pausiana, a Sardenya.
- Sekt, vi escumós d'Alemanya, i per extensió tots els vins escumosos en alemany. La majoria dels vins alemanys Sekt s'elaboren mitjançant el mètode Charmat amb fermentació en acer inoxidable. Sovint es compren vins de diferents països d'Europa, després es fan escumosos i s'embotellen a Alemanya.[22]
- Sparkling wine, vi escumós estatunidenc, i per extensió tots els vins escumosos en anglès.